# WHAT YOU WANT (JUJUのアルバム)
『WHAT YOU WANT』（ホワット・ユー・ウォント）は、JUJUの6枚目のオリジナルアルバム。2015年12月9日にソニー・ミュージックアソシエイテッドレコーズから発売された。

## 概要
前作『Request II』から約1年ぶりにリリースされたアルバムで、オリジナルアルバムとしては『DOOR』以来約1年9ヶ月ぶりのリリースとなる。通常盤と初回生産限定盤の2タイプでの発売で、後者には同年7月に代々木第一体育館で行われた「JUJU ARENA TOUR 2015 ジュジュ苑 10th Anniversary Special LIVE 2015」から選りすぐりの楽曲を収録したDVDが付属。
ドラマや映画、テレビ番組のテーマ曲等、いずれも大型タイアップがついた発表曲8曲に加え、JIN NAKAMURA作曲の「予感」、大沢伸一とコラボレーションしたディスコグルーヴ「The One (I Want)」、総勢11名のホーンセクションが躍動する玉井健二プロデュースの「甜い罠」、her0ism、SHIROSE from WHITE JAMの手掛ける「君がついた嘘なら」、海外作家MARIA MARCUSとトラックメイカーKENTZが共作した「Unsatisfied」という5曲の未発表曲を収録。

## 収録曲

### CD
1. ラストシーン [4:19]
  - 作詞：松尾潔 / 作曲：川口大輔 / 編曲：中野雄太

27thシングル。
NHK総合ドラマ10『聖女』主題歌。
2. 甜い罠 [3:49]
  - 作詞：玉井健二、濱名琴 / 作曲：平賀伸明 / 編曲：百田留衣、玉井健二

新録曲。
3. PLAYBACK [3:21]
  - 作詞：JUJU、AKIRA、為岡そのみ / 作曲：UTA、為岡そのみ / 編曲：UTA

29thシングル。
「第21回 東京ガールズコレクション 2015 A/W」公式ソング。
4. The One (I Want) [4:36]
  - 作詞：佐々木美和、JUJU / 作・編曲：大沢伸一

新録曲。
5. 君がついた嘘なら [3:49]
  - 作詞：SHIROSE from WHITE JAM / 作曲：her0ism、SHIROSE from WHITE JAM / 編曲：her0ism

新録曲。
6. 予感 [4:37]
  - 作詞：JUJU、E-3 / 作曲・編曲：Jin Nakamura

新録曲。
7. 始まりはいつも突然に -album mix- [5:32]
  - 作詞：間智子、秋浦智裕 / 作曲：楊慶豪 / 編曲：POCHI

28thシングル2曲目。
フジテレビ系『めざましテレビ』デイリーテーマソング。
8. Eternally [6:22]
  - 作詞：福田初 / 作曲：油布賢一、HIRO、Hidetoshi Kato、FUNK UCHINO / 編曲：soundbreakers

29thシングルのカップリング曲。
コニカミノルタプラネタリウム"満天"10周年記念作品テーマソング。
9. Brand New Days Will Love You [4:17]
  - 作詞：いしわたり淳治 / 作曲：大河内航太 / 編曲：亀田誠治

27thシングルのカップリング曲。
フジテレビ系「めざましテレビ」デイリーテーマソング。
10. Unsatisfied [3:47]
  - 作詞：JUJU、AKIRA / 作曲：KENTZ、Maria Marcus / 編曲：KENTZ

新録曲。
11. What You Want [3:59]
  - 作詞：JUJU、AKIRA / 作曲：UTA、為岡そのみ / 編曲：UTA

31stシングル。
日本テレビ系水曜ドラマ『偽装の夫婦』主題歌。
12. Hold me, Hold you [4:59]
  - 作詞：玉井健二 / 作曲・編曲：玉井健二、百田留衣

28thシングル1曲目。
映画『娚の一生』の主題歌。
13. WITH YOU [6:00]
  - 作詞：JUJU、小林夏美 / 作曲：横山裕章 / 編曲：亀田誠治

30thシングル。
TBS系報道番組「NEWS23」エンディング・テーマ[3]。

### DVD
| #  | タイトル                   | 作詞 | 作曲・編曲 |
| -- | -------------------------- | ---- | ---------- |
| 1. | 「ラストシーン」           |      |            |
| 2. | 「If」                     |      |            |
| 3. | 「この夜を止めてよ」       |      |            |
| 4. | 「奇跡を望むなら...」      |      |            |
| 5. | 「Hot Stuff」              |      |            |
| 6. | 「PLAYBACK」               |      |            |
| 7. | 「YOU」                    |      |            |
| 8. | 「やさしさで溢れるように」 |      |            |